# Rue Beauvau
La rue Beauvau est une voie située dans le 1er arrondissement de Marseille. 

## Situation et accès
Elle va de la Canebière à la place Ernest-Reyer où se trouve l’opéra municipal.

## Origine du nom
Son nom lui vient de Charles Juste de Beauvau-Craon, prince du Saint-Empire, grand d’Espagne, gouverneur de Provence en 1782 qui fit construire à son extrémité le Grand Théâtre de Marseille, en 1787.

## Historique
Cette rue a été ouverte en 1785 sur les terrains rendus disponibles par la démolition de l’arsenal des galères. On lui donna le nom d'un grand seigneur, Charles-Juste de Beauvau, gouverneur de Provence.   
La ville prit à sa charge l'établissement des trottoirs en briques comme elle venait de le faire pour la Canebière et la rue Paradis.    
Conduisant à l'Opéra, construit à la même époque, ce fut une des plus belles rues de Marseille, une des première à posséder l'éclairage public.   
Au début du XIXe siècle, elle était une des artères à la mode, réputée pour l'architecture de ses édifices, pour ses cafés (Mille Colonnes, café du Commerce, café Américain) et pour ses hôtels où séjournèrent la plupart des célébrités artistiques de l'époque.

## Bâtiments remarquables et lieux de mémoire
- Au n° 4 : Hôtel Beauvau (en activité depuis 1816 à nos jours) dans lequel séjournèrent entre-autres Lamartine à plusieurs reprises, Prosper Mérimée, en 1839 George Sand et Frédéric Chopin venu à Marseille se faire soigner par le docteur Cauvière, Alfred de Musset et Niccolò Paganini.
- Au n° 8 : Hôtel des Ambassadeurs fréquenté pas Alexandre Dumas et Charles Gounod.